# East Hanover Township (New Jersey)
East Hanover est un township du comté de Morris, dans l’État du New Jersey. Lors du recensement de 2010, sa population s’élevait à 11 157 habitants. Sa superficie totale est de 20,98 km2.

## Source
- (en) Cet article est partiellement ou en totalité issu de l’article de Wikipédia en anglais intitulé « East Hanover Township, New Jersey » (voir la liste des auteurs).